# (35452) 1998 DF10
1998 DF10 (asteroide 35452) é um asteroide da cintura principal. Possui uma excentricidade de 0.15297530 e uma inclinação de 14.31119º.
Este asteroide foi descoberto no dia 22 de fevereiro de 1998 por NEAT em Haleakala.